# Sid Meier’s Civilization V
Sid Meier’s Civilization V (сокр. Civilization V, рус. Цивилизация Сида Мейера V) — компьютерная игра в жанре пошаговой стратегии, пятая часть в серии Civilization. Игра разработана компанией Firaxis и её первый выпуск состоялся 21 сентября 2010 года для Microsoft Windows в США; для Mac OS X игра была выпущена 23 ноября 2010 года. Как и в других играх серии Civilization, в Civilization V игрок создаёт и развивает свою цивилизацию с древних времён до ближайшего будущего.

## Нововведения и отличия
- Введена шестиугольная карта вместо квадратной.
- На каждой клетке может одновременно находиться только один юнит одного и того же типа (в предыдущих версиях позволялось собрать в одной клетке огромное количество разных юнитов, на жаргоне игроков — «Stack of Doom»), что усилило тактическую часть игры.
- Двумерный вид стратегической карты, на который игрок может переключиться, по желанию, со стандартного, стал стилизацией под настольную версию игры.
- Некоторые небольшие цивилизации заменены городами-государствами, которые заменили варварские государства из Civilization IV. Вместе с этим варвары потеряли возможность захватывать чужие города и основывать свои собственные. Вместо этого юниты-варвары появляются из собственных лагерей.
- Захваченные города могут продолжать существование в империи в виде автономных образований, называемых сателлитами или городами-марионетками. В отличие от аннексированных городов, сателлиты не так сильно уменьшают параметр «счастья», однако выбирать виды производства в них игрок не может.
- Возможен дистанционный обстрел противника (эта возможность присутствовала в Civilization III).
- Отсутствуют религиозные конфессии и возможность шпионажа (вновь появляются в дополнении Боги и Короли).
- «Древо технологий» подверглось заметному сокращению.
- Исчезла торговля картами (присутствовала в предыдущих частях).
- Торговля технологиями заменена возможностью заключения «договора о совместных исследованиях».
- Конечные по количеству, хотя и неисчерпаемые, природные ресурсы (каждое месторождение даёт несколько единиц ресурса, которые «потребляются» юнитами и зданиями — при смерти юнита или сносе здания ресурсы можно снова использовать).
- Исчезли случайные события (вероятно их заменили квестами, которые дают игроку города-государства для улучшения отношений).
- Теперь игроки не могут захватывать чужие города с помощью культурного давления на соперника (возможность вернулась в дополнении Brave New World, но на практике культурный захват стал весьма медленным).
- Катастрофы отсутствуют (были в первой Civilization и в дополнениях к Civilization IV).

## Описание игры

### Города
Как и прежде, город остаётся основной единицей игры, вокруг которого происходит борьба цивилизаций.
Города теперь могут обрабатывать территорию на удалении в четыре соты от клетки города вместо двух клеток прежде. Расширение границ страны, правда, теперь осуществляется посотово (за счёт культурного роста самого города). Игрок может в срочном порядке купить близлежащие соты за золото, но соседние государства отнесутся к этому отрицательно.
Города могут наносить удары по юнитам противника на расстоянии. Это выглядит как наличие встроенного неотделяемого дальнобойного юнита. Оборона города усиливается дополнительно с помощью размещения гарнизона из одного сухопутного боевого юнита. Здесь могут находиться одновременно один боевой юнит, один небоевой, один корабль и до десяти воздушных юнитов.
При захвате городов игроку даётся выбор: аннексия, создание сателлита, разрушение или освобождение. Последнее — когда этот город ранее был под властью государства-противника. Если освободить город, принадлежавший уничтоженной прежде цивилизации, то она возвращается в игру с тем уровнем развития, который был перед прекращением её существования.
Игроку не позволяется непосредственно управлять сателлитами (городами-марионетками), однако они приносят ему столько же, сколько приносил бы такой же аннексированный город и дают доступ к территориям и ресурсам у этого города. Также сателлиты не так негативно влияют на настроение населения, как при аннексии.
Разрушение города происходит не мгновенно, а занимает несколько ходов (по одному на каждого имеющегося в нём горожанина), в течение которых разрушаемый город становится частью захватившей его цивилизации со своими населением, уцелевшими зданиями, расходами и прочим. Хотя конечный результат необратим, процесс разрушения можно прекратить в любой момент. При этом не подлежат уничтожению изначальные столицы (самый первый город, основанный соответствующей цивилизацией) побеждённых держав, а также все города-государства, являющиеся столицами по определению. Также невозможно разрушить собственноручно основанные города, кроме случая, когда они отвоёваны назад после захвата чужой цивилизацией. Священные города (то есть города, в которых была основана религия) также нельзя разрушить. Города, которые невозможно разрушить, могут создавать трудности в планировании застройки захваченной территории.

### Юниты и сражения
В отличие от предыдущих версий, в Civilization V в каждой клетке (в том числе и в городах) может находиться не более одного боевого юнита и не более одного небоевого. Это означает, что в соте могут находиться, к примеру, одно подразделение «лучник» и одно подразделение «рабочий», но не два юнита «лучник». Юниты могут двигаться через занятые соты, но перемещение должно завершиться на свободной. Это в корне меняет планирование и проведение боевых действий, приближая их к реальности.
В игре более нет отдельных транспортных кораблей. Вместо этого после изучения определённой технологии и получения способности (для юнитов, созданных перед изучением технологии) все наземные юниты для пересечения водных пространств автоматически погружаются на собственные корабли. Однако, в сравнении с боевыми морскими юнитами, такие корабли слабы. При атаках с моря сухопутные боевые юниты получают штраф.
Дальнобойные юниты — лучники, осадные орудия и боевые корабли — не могут непосредственно атаковать врага. Вместо этого, они ведут обстрел на расстоянии через соты. В ближнем бою эти юниты более уязвимы, чем недальнобойные. Кроме того, они не могут атаковать с моря.
Города также могут вести огонь по врагу. Анимированное отображение атаки силами города (стрелы, снаряды катапульт и артиллерии, ракеты) зависит от эпохи.
Повышение квалификации юнитов несколько изменилось. Например, основными повышениями являются улучшение умения юнита по атаке на врага на определённом типе местности. Также, если ранее юниты частично исцелялись при повышении, то в Civilization V исцеление — альтернатива повышению.
Другое изменение подсчёта урона — поражение боевого юнита в результате сражения не означает его обязательного уничтожения.

### Цивилизации
Каждая цивилизация имеет либо два национальных юнита, либо один национальный юнит и уникальное здание (улучшение). В оригинальной версии игры доступны для выбора 18 цивилизаций (великих держав) и лидеры с их характерными особенностями. После выхода дополнений в игре доступно 43 цивилизации.
В отличие от Civilization IV, у каждой нации может быть только один лидер.

### Лидеры
Характеристики личности лидера основываются на сочетании 29 (с версии 1.0.1.135) параметров, называемых flavors.
Екатерина II отличается «вкусом» к экспансионизму, что выражается в стремлении России обладать множеством городов. При этом «вкус» Екатерины к развитию этих городов не столь велик, поэтому российские города не будут развиваться так интенсивно, как, например, у Ганди. Елизавета I отдаёт предпочтение развитию флота, так что Англия будет стремиться к господству на море.
Это, однако, не означает, что поведение лидеров предсказуемо. Игровой искусственный интеллект, при удобном случае, может выбирать более подходящее направление развития. Механика игры допускает также элемент случайности. Например, у Наполеона по умолчанию «вкус» к нападению составляет 7 из 10; когда же игра начинается, это значение может варьировать в пределах плюс-минус 2 единицы. В начале игры агрессивность французской державы может изменяться от 5 до 9. Если значение составит 5, то возможно, что Наполеон, при склонности к завоеваниям, будет более расположен следовать другим приоритетам — напр., торговле или науке. Всё зависит от контекста. В частности, если Англия появится в центре большого континента вдали от морей, но будет иметь в распоряжении лошадей, то Елизавета I откажется от морской стратегии в пользу развития кавалерии.

### Города-государства
Города-государства (малые страны) являются очередным новшеством Civilization V. Города-государства не могут строить поселенцев, и тем самым не могут основывать новые города. При освобождении от захватившей его цивилизации, снова появляются в игре как город-государство — союзник освободителя.
Отношения между великой державой и городом-государством измеряются в очках влияния. Имея на какой-то город-государство 30 очков влияния, цивилизация становится его другом, получая от этого союза некоторые бонусы. Наибольшее количество преимуществ от союза цивилизация получает, имея на город-государство больше очков влияния, чем любая другая (но не менее 60). Тогда держава получает над городом-государством статус союзника.
Улучшить отношения с городом-государством можно несколькими способами. Самый простой способ — подкуп золотом. Города-государства иногда выражают просьбы к великим державам (уничтожение варварских лагерей, помощь в войне, постройка дороги к столице или определённого чуда и т. п.), исполнение которых значительно улучшает отношения. С такими малыми странами могут заключаться «договоры о защите» со стороны супердержавы. Если лояльность не поддерживать действиями, то отношения будут постепенно угасать.
Если какая-либо супердержава постоянно объявляет войну городам-государствам, то, в конце концов, все оставшиеся города-государства, не имеющие союзнических отношений, объединяются против агрессора, и заключить с ними союз становится гораздо тяжелее. Города-государства при войне с супердержавой могут запросить помощь у других супердержав. При этом, имеется возможность принудить агрессора к заключению мира с городом-государством, подкупить его, также можно дарить городу-государству деньги или боевые юниты. Это ещё один способ улучшить отношения с ними.
Город-государство может иметь союз одновременно только с одной державой. Став, таким образом, союзником города-государства, цивилизация получает доступ к его редким и стратегическим ресурсам. Также, бонус получаемый от города-государства зависит от состояния отношений с ним и его типа: воинственного (военного), культурного, религиозного или приморского. Воинственные города-государства время от времени предоставляют союзной цивилизации боевых юнитов (от этого можно и отказаться). Культурные — могут давать дополнительные очки культуры. Приморские — снабжают продовольствием города союзника. Религиозные предоставляют очки веры.
Кроме того, союз с городами-государствами, предоставляет цивилизации-союзнику делегатов для поддержки его интересов во Всемирном конгрессе и ООН. Чаще всего союз со всеми городами-государствами в игре приводит к появлению у цивилизации достаточного количества делегатов, чтобы одержать дипломатическую победу.

### Общественные институты
Вместо принятия новой формы правления, как было прежде, игрок может перейти, после получения определённого количества очков культуры, к новому общественному институту. Новопринятый институт не заменяет предыдущие, а даёт новые бонусы. Полностью заполнив пять из имеющихся десяти ветвей общественных институтов (проект «Утопия»), можно одержать культурную победу в игре (во втором дополнении Sid Meier’s Civilization V: Brave New World условия достижения культурной победы были значительно переработаны и теперь зависят не напрямую от принятых институтов, а от показателей туризма, позволяющим делать культуру модной в других державах) .
Следует заметить, что некоторые общественные институты неприменимы при использовании институтов из антагонистичных им ветвей. Например, институты ветви «автократия» неприменимы после принятия общественного института ветвей «порядка» либо «свободы». Однако, всё же возможна революционная перемена ветви, ценой анархии в течение хода. При этом прежде применимые институты становятся неприменимыми. До появления дополнения Brave New World не было возможности одновременно принимать такие общественные институты, как «рационализм» и «набожность». После выхода этого дополнения такая возможность появилась.

### Производство, ресурсы
Имеются три вида ресурсов: бонусные, стратегические и редкие. Ресурсами (кроме бонусных) можно торговать и дарить другим державам.
Бонусные ресурсы не несут ничего, кроме улучшения клетки, на которой расположен этот ресурс (например, если на клетке расположена пшеница, клетка даёт дополнительно +1 к пище)
Редкие ресурсы увеличивают настроение государства, для увеличения настроения необходим и достаточен лишь один экземпляр редкого ресурса. Поэтому игроки часто обменивают дубликаты своих редких ресурсов для взаимной выгоды.
Количество видов стратегических ресурсов было уменьшено, их использование также претерпело изменения. Создание юнитов или строительство зданий, требующих определённый стратегический ресурс, уменьшает доступное игроку количество, сами ресурсы, правда, не истощаются. Если, например, игрок теряет подразделение «танк», потребляющее одну единицу нефти, то опять получает доступ к ещё одной единице нефти. Также стратегические ресурсы нужны для постройки деталей космического корабля и некоторых зданий.
Для приобретения зданий за деньги теперь не требуется наличия определённого «общественного института». Сама покупка происходит мгновенно и возможно делать сколько угодно покупок за ход, пока позволяют средства. Некоторые виды зданий невозможно купить: их можно лишь строить, затрачивая время.

### Чудеса и проекты
Как и прежде, имеются чудеса великие (уникальные, то есть по одному на весь мир) и малые или национальные (их может быть столько, сколько есть цивилизаций в данной партии). Их состав был обновлён и сокращён, однако, с последующими патчами были введены новые. Наряду с Чудесами света и «национальными чудесами», введены «природные чудеса». При их открытии повышается настроение населения, даются бонусы науки и культуры, а также улучшаются отношения с городами-государствами.
При захвате городов «национальные чудеса», имевшиеся в нём, уничтожаются, также разрушаются все военные и культурные постройки, остальные сооружения могут остаться нетронутыми с вероятностью в 66 %.
Также имеется особый разряд национальных проектов: «программа Аполлон» (Программа «Союз» в русской версии игры) и «Проект „Манхэттен“». Также к числу национальных относится построение частей космического корабля. Последующая их сборка в столице и запуск корабля приводит к научной победе.

### Дипломатия
С другими цивилизациями можно заключить договор о дружбе, который позволяет передавать золото, договор об открытых границах, оборонительный союз (если одному из сторон договора объявляют войну, другая сторона объявляет войну агрессору), и торговый договор (например, обмен редкими ресурсами)
В отличие от предыдущих частей, в Civilization V более не разрешается обмен технологиями. Вместо этого, если две цивилизации открыли «образование», то они могут подписать «договор об исследованиях», выделив из бюджета обоих государств стоимость технологии в золоте. При этом паритет инвестиций может не соблюдаться.
Если между государствами, заключившими тот или иной договор, начинается война, договор разрывается автоматически.

### Религия
После выхода дополнения «Gods & Kings» у игрока появилась возможность создавать религию и пантеоны. Это — ещё один вид бонусов, который представляет собой различные верования. Игрок сам выбирает те верования, которые, на его взгляд, ему нужны больше всего, однако свои верования создавать он не может: выбор идёт между данными разработчиками верованиями. Также у двух разных пантеонов или религий не может быть одинаковых верований.
Для создания религии или пантеона требуются очки веры. Пантеон почти всегда появляется раньше религии, и для его основания требуется меньше очков, чем для религии, но и бонусов он даёт меньше. Количество необходимых очков варьируется в зависимости от скорости игры и времени получения пантеона относительно других держав.
Религия появляется вместе с появлением специального юнита: великого пророка. Он автоматически покупается игроком при достижении необходимого для его появления очков веры. Во время основания религии игроку предоставляется возможность выбора двух новых верований, помимо его пантеона. Кроме того, укрепление религии великим пророком даёт ещё два верования.

### Задаваемые условия игры и цели
В Civilization V имеется восемь уровней сложности и четыре варианта скорости игры.
Отличительной особенностью некоторых цивилизаций является зависимость выбора стартовой позиции от расположения океанов и рек, также как от цивилизационного предпочтения/избегания соответствующих географических поясов. К примеру, стандартной установкой для России является предпочтение тундры, но если на карте нет пояса тундры, будет отыскиваться пояс, имеющий вкрапления тундрового ландшафта, и в то же время, Сонгай будет избегать холодной тундры. Египет редко появляется близ лесов и джунглей, зато Ирокезы часто находятся среди лесов и т. д. Такие привязки к местности часто сделаны из-за уникальных способностей державы: например, Гунны редко появляются в лесной местности из-за их уникального юнита - конных лучников.
Как и в предыдущих версиях, у игрока есть следующие варианты победы (как и прежде, в игре отсутствует механизм «экономической победы», хотя подсчёт экономического уровня ведётся):
- По сумме очков (она же победа временем, при наступлении 2050 г н. э.);
- Научная (она же техническая —  постройка и запуск космического корабля с колонистами к Альфе Центавра);
- Территориальная (она же военная — захват столиц всех игроков и удержание при этом своей);
- Культурная (получение всех применимых общественных институтов из пяти ветвей с построением «Проекта „Утопия“»); с новым дополнением «Дивный новый мир», культурная победа достигается тогда, когда ваша культура при помощи туризма занимает первое место и поразила все остальные державы.
- Дипломатическая (получение титула «мировой лидер» при голосовании в ООН).

Таким образом, есть три пути к поражению: стать захваченным кем-либо, проиграть другой цивилизации в науке, культуре или дипломатии или не набрать наибольшее число очков к 2050 году. Если игрок не потерял столицу и не проиграл другой цивилизации, он может продолжить игру, но уже не получит победу в игре.
В новой версии также поддерживается система достижений, на странице игры в Steam — «Глобальные достижения».

## Выпуски
| Системные требования    | Системные требования                                                 | Системные требования                        |
| ----------------------- | -------------------------------------------------------------------- | ------------------------------------------- |
|                         | Минимальные                                                          | Рекомендуемые                               |
| Windows                 |                                                                      |                                             |
| ОС                      | Windows XP Home или Pro SP3 / Vista SP2 / 7                          | Windows XP Home или Pro SP3 / Vista SP2 / 7 |
| ЦПУ                     | Двухъядерный (Intel Core 2 Duo 1,8 ГГц или AMD Athlon 64 X2 2,0 ГГц) | Четырёхъядерный (1,8 ГГц)                   |
| Объём ОЗУ               | 2 Гб                                                                 | 4 Гб                                        |
| Место на диске          | 8 Гб                                                                 | 8 Гб                                        |
| Информационный носитель | DVD-привод (при установке с диска)                                   | DVD-привод (при установке с диска)          |
| Видеокарта              | ATI 2600 XT / nVidia 7900 GS 256 Мб                                  | ATI 4800 / nVidia 9800 512 Мб               |
| Звуковая плата          | DirectX 9.0c                                                         | DirectX 9.0c                                |
| Сеть                    | Соединение с Интернетом для активации игры                           | Соединение с Интернетом для активации игры  |
| Устройства ввода        | Клавиатура, мышь                                                     | Клавиатура, мышь                            |
| Apple Mac               |                                                                      |                                             |
| ОС                      | Mac OS 10.6.4 (Snow Leopard)                                         | Mac OS 10.6.4 (Snow Leopard)                |
| ЦПУ                     | Двухъядерный (Intel Core 2 Duo 2,4 ГГц)                              | Четырёхъядерный (Intel Quad Core 2,6 ГГц)   |
| Объём ОЗУ               | 2 Гб                                                                 | 4 Гб                                        |
| Место на диске          | 8 Гб                                                                 | 8 Гб                                        |
| Информационный носитель | DVD-привод (при установке с диска)                                   | DVD-привод (при установке с диска)          |
| Видеокарта              | ATI HD 2600 / nVidia 8600 256 Мб                                     | ATI / nVidia 512 Мб                         |
| Звуковая плата          | DirectX 11                                                           | DirectX 11                                  |
| Сеть                    | Соединение с Интернетом для активации игры                           | Соединение с Интернетом для активации игры  |
| Устройства ввода        | Клавиатура, мышь                                                     | Клавиатура, мышь                            |

### Выход игры
Игра была выпущена 21 сентября 2010 года в Северной Америке, и 24 сентября 2010 года в странах Европейского Союза и в сервисе цифровой дистрибуции Steam. 22 октября 2010 года поступила в продажу локализованная на русский язык версия; в общей сложности игра выпущена на восьми языках: английский, русский, французский, немецкий, итальянский, польский, испанский, японский. 23 ноября 2010 года осуществлён выпуск для платформы Mac OS X.

### Официальные дополнения

#### Игровые карты
- Cradle of Civilization — DLC Bundle (карты «Колыбель цивилизации»):
  - Cradle of Civilization — Americas: карта Америки с «реальными» стартовыми позициями. Включает горы и джунгли от Перу на юге до Мексики на севере — своеобразные ясли двух самобытных культур Западного Полушария.
  - Cradle of Civilization — Asia: карта Азии с «реальными» стартовыми позициями. Включает долину Инда — место зарождения Хараппы и долину Жёлтой реки, где развивались ранние китайские династии.
  - Cradle of Civilization — Mediterranean: игровая карта Средиземноморья с «реальными» стартовыми позициями. Включает весь средиземноморский бассейн с полуостровами и островами, где росли и процветали города-государства Финикии и Древней Греции, а позднее великие империи Рима и Персии.
  - Cradle of Civilization — Mesopotamia: игровая карта Месопотамии с «реальными» стартовыми позициями. Включает земли Плодородного Полумесяца, с речной долиной Нила на западе, и с междуречьем Евфрата и Тигра на востоке, вплоть до Персидского Залива.
- Explorer’s Map Pack (рус. Набор карт «Первооткрыватели»): набор из 10 карт — Амазония, Берингов пролив, Британские острова и другие).
- Scrambled Continents Map Pack (рус. Набор карт «Россыпь континентов»): набор из 10 карт — Африка, Ближний Восток, Восточная Азия и другие.
- Scrambled Nations Map Pack (рус. Набор карт «Россыпь наций»): набор из 10 карт — Австралия, Великобритания, Италия и другие.

#### Новые цивилизации
DLC: Downloadable Civilizations (дополнительные «Загружаемые цивилизации»)):
- Civilization Pack: Babylon (Nebuchadnezzar II): дополнительная цивилизация к игре — Вавилон с лидером Навуходоносором II[К. 3].
- Civilization & Scenario Pack: Mongols, Genghis Khan: дополнительная цивилизация к игре — Монголия с лидером Чингисханом[К. 4]. Включает также сценарий «Возвышение монголов» с державами Византийская империя и империей чжурчжэней Цзинь.
- The Double Civilization & Scenario Pack: Spain and Inca: двойной пакет из 6 дополнительных цивилизаций и сценарий «Покорение Нового Света»[К. 5], который сосредоточен на событиях 1492 года — года открытия Америки. Появились юниты, уникальные только для этого сценария: мирный юнит «Сокровище» (Караван) символизирует караван мулов, а при погрузке на борт — серебряный флот; боевой юнит «капер» (фрегат), графически — линейный корабль. Добавлены новые технологии: «пиратство», «религиозные ордены» и др.
- Conquest of the New World Deluxe Scenario: дополнение к The Double Civilization & Scenario Pack: Spain and Inca, в котором расширяется сценарий «Покорение Нового Света» (появляется дополнительный сценарий «Новый Свет — люкс»). Количество цивилизаций увеличивается до 10, а количество ходов до 150. Также сценарий содержит Религии, Торговые пути, Торговые и Религиозные Города-государства, новые здания, чудеса и ресурсы, относящиеся к тематике.
- Civilization & Scenario Pack: Polynesia: дополнительная цивилизация к игре — Полинезия с лидером Камеамеа I. Включает также сценарий «Обретённый рай»: 4 цивилизации Полинезии борются за доминирование. Побеждает тот, кто первым примет все общественные институты.
- Civilization and Scenario Pack: Denmark — The Vikings: пакет дополнительной цивилизации и сценария. Включает Данию во главе с Харальдом I Синезубым со способностью «Ярость викингов», позволяющей сухопутным войскам быстрее перемещаться по воде и затрачивать меньше времени для пересадки на и с корабля. Уникальные юниты Дании включают берсерка, способного с лёгкостью нападать с моря и через реки, и двигающегося быстрее, чем длинный мечник, которого он заменяет. Норвежский военный лыжник заменяет обычного стрелка и лучше воюет на склонах холмов и в заснеженной местности. Войска Дании также могут разорять местность, не тратя очки движения. Также в пакет включён сценарий «Судьба викингов», основанный на событиях 1066 года, когда Нормандия захватила Англию. В сценарии четыре цивилизации: Англия, Норвегия, Дания и Нормандия. Задача — создать Книгу страшного суда в Лондоне. В сценарии невозможно изменять политику и отношения к другим цивилизациям.
- Civilization and Scenario Pack: Korea: пакет дополнительной цивилизации и сценария. Включает Корею во главе с Седжоном. Корея получает способность «Мудрецы Нефритового зала», дающую существенное преимущество в исследованиях. Уникальные юниты Кореи включают хвачха, являющегося более эффективной версией требушета, и корабль-черепаху, заменяющего каравеллу. В пакет также входит сценарий «Имджинская война»: вторжение в Корею Японии. Кроме Кореи и Японии игрок может выступить на стороне Маньчжурии и Китая.
- Wonders of the Ancient World Scenario Pack: Платный пакет, включающий три новых чуда света (Храм Артемиды, Статуя Зевса и Галикарнасский мавзолей) и новый сценарий «Чудеса света Древнего Мира», где 5 древних цивилизаций Плодородного полумесяца (Египет, Шумерское царство и другие) борются за господство. Побеждает тот, кто первым построит семь чудес света.

#### Дополнения
- Civilization V: Gods & Kings — первое дополнение к игре. В нём возвращена система религий и новые цивилизации (Майя, Кельты и другие). Включает также 3 сценария: «Мир пара и стали», «На пути к Возрождению» и «Падение Рима». В первом пять вымышленных цивилизаций борются за господство в альтернативном мире Викторианской эпохи с элементами стимпанка. Во втором 12 цивилизаций ведут религиозные войны. В третьем 8 цивилизаций сражаются в эпоху Падения Западной Римской империи. Кроме этого, добавлены 9 «Новых карт».
- Civilization V: Brave New World — второе дополнение к игре, официально анонсировано Firaxis Games 15 марта 2013 года. В нём представлены 9 новых цивилизаций со своими лидерами (Польша, Бразилия, Ассирия и другие), включены новые «социальные институты». Также дополнение внесло изменения в культуру и дипломатию. Включает также 2 сценария: «Гражданская война в США» и «Драка за Африку». В первом игроку предлагается выбрать между Юнионистами и Конфедератами и либо повторить, либо изменить историю, захватив столицу противника. Во втором 12 цивилизаций дерутся за господство над Чёрным континентом. Выпуск дополнения состоялся 9 июля 2013 года в Северной Америке и 12 июля 2013 года в остальном мире. Портирован студией Aspyr Media на Mac OS X[13][14].

## Модификации
Через меню игры можно загрузить множество модификаций, сценариев и карт, созданных любителями, в том числе сохраняющие популярность, портированные из предыдущих версий игры.
Выпущен специальный SDK для создания модификаций, сценариев и карт. Это программное обеспечение доступно также через Steam только для владельцев активированной Civilization V. Свою карту можно создать и отредактировать в режиме SDK WorldBuilder, а для загрузки её в игру необходимо создать модификацию в режиме ModBuddy. Есть возможность подстроить игру под себя через редактирование таких файлов, как GlobalDefines.xml, Words.xml.
С 15 июня 2012 года Civilization V стала поддерживать сервис Steam Workshop, через который пользователи могут создавать и устанавливать собственные модификации, сценарии и карты.

## Рецензии
| Сводный рейтинг       | Сводный рейтинг              |
| Агрегатор             | Оценка                       |
| --------------------- | ---------------------------- |
| GameRankings          | 89,17 %                      |
| Metacritic            | 90 / 100 (63 обзора)         |
| Иноязычные издания    |                              |
| Издание               | Оценка                       |
| 1UP.com               | C                            |
| AllGame               | [ И. 3 ]                     |
| CVG                   | 9,3 / 10                     |
| G4                    | 5 / 5                        |
| Game Informer         | 9,75 / 10                    |
| GameSpot              | 9,0 / 10                     |
| GameSpy               | [ И. 8 ]                     |
| GamesRadar+           | 9 / 10                       |
| GameTrailers          | 9,4 / 10                     |
| GameZone              | 8,5 / 10                     |
| IGN                   | 9,0 / 10                     |
| Русскоязычные издания |                              |
| Издание               | Оценка                       |
| Absolute Games        | 83 %                         |
| StopGame.ru           | изумительно                  |
| «Домашний ПК»         | [ И. 15 ]                    |
| «Игромания»           | 9,5/10 (журнал) 10/10 (сайт) |
| «Игры Mail.ru»        | 9/10                         |
| «Страна игр»          | 9,0 / 10                     |
| gameland.ru           | 9,0 / 10                     |
| itc.ua                | 4 / 5                        |

Sid Meier’s Civilization V получила всеобщее признание. В ряде изданий[каких?], однако, приводилась также и критика: жалобы на повышенную агрессивность искусственного интеллекта одновременно с его тактической слабостью (вывод артиллерии вперёд пехотных частей и т. п.), отсутствие религиозных конфессий, практическое отсутствие дипломатии.
Civilization V получила премию BAFTA в области игр 2011 года в номинации «Strategy». Российское издание «Игромания», подводя итоги года, поставило игру на 3-е место в списке лучших игр года, а в 2020 году поставило игру на 1-е место в списке лучших стратегий десятилетия 2010—2019.
Летом 2018 года, благодаря уязвимости в защите Steam Web API, стало известно, что точное количество пользователей сервиса Steam, которые играли в игру хотя бы один раз, составляет 12 701 498 человек.